# Copa do Nordeste 2001
Die Copa do Nordeste 2001 war die sechste Austragung der Copa do Nordeste, eines regionalen Fußballpokalwettbewerbs in Brasilien, der vom nationalen Fußballverband CBF organisiert wurde. Es startete am 17. Januar und endete am 21. April 2001. Die beiden Finalisten qualifizierten sich für die Copa dos Campeões 2001, ein Wettbewerb, in dem landesweit ein Teilnehmer an der Copa Libertadores 2002, dem wichtigsten südamerikanischen Klubwettbewerb, ermittelt wurde.

## Modus
In einem Ligamodus trafen die 16 Teilnehmer jeweils einmal aufeinander. Die vier Besten der Abschlusstabelle spielte in einer Finalrunde im Pokalmodus den Turniersieger aus. Auch hier wurden die Entscheidungen jeweils in nur einer Partie ermittelt.

## Teilnehmer
Die 16 Teilnehmer kamen aus den Bundesstaaten Alagoas, Bahia, Ceará, Paraíba, Pernambuco, Rio Grande do Norte und Sergipe.
Die Teilnehmer waren:
| Bundesstaat         | Klub                    |
| ------------------- | ----------------------- |
| Alagoas             | CS Alagoano             |
| Alagoas             | Clube de Regatas Brasil |
| Bahia               | EC Bahia                |
| Bahia               | Fluminense de Feira FC  |
| Bahia               | EC Vitória              |
| Ceará               | Ceará SC                |
| Ceará               | Fortaleza EC            |
| Paraíba             | Botafogo FC (PB)        |
| Paraíba             | FC Treze                |
| Pernambuco          | Náutico Capibaribe      |
| Pernambuco          | Santa Cruz FC           |
| Pernambuco          | Sport Recife            |
| Rio Grande do Norte | ABC Natal               |
| Rio Grande do Norte | América FC (RN)         |
| Sergipe             | AD Confiança            |
| Sergipe             | CS Sergipe              |

## Vorrunde

### Tabelle
| Pl. | Verein     | Sp. | S  | U | N  | Tore    | Diff. | Punkte |
| --- | ---------- | --- | -- | - | -- | ------- | ----- | ------ |
| 1.  | Náutico    | 15  | 11 | 4 | 0  | 032:140 | +18   | 37     |
| 2.  | Bahia      | 15  | 11 | 2 | 2  | 033:160 | +17   | 35     |
| 3.  | Fortaleza  | 15  | 8  | 6 | 1  | 027:150 | +12   | 30     |
| 4.  | Sport      | 15  | 8  | 5 | 2  | 021:110 | +10   | 29     |
| 5.  | Santa Cruz | 15  | 7  | 2 | 6  | 027:170 | +10   | 23     |
| 6.  | ABC        | 15  | 7  | 1 | 7  | 022:220 | ±0    | 22     |
| 7.  | Vitória    | 15  | 6  | 3 | 6  | 023:190 | +4    | 21     |
| 8.  | Treze      | 15  | 5  | 6 | 4  | 018:180 | ±0    | 21     |
| 9.  | Ceará      | 15  | 6  | 2 | 7  | 023:330 | −10   | 20     |
| 10. | CSA        | 15  | 5  | 3 | 7  | 017:220 | −5    | 18     |
| 11. | CRB        | 15  | 5  | 2 | 8  | 015:220 | −7    | 17     |
| 12. | Sergipe    | 15  | 4  | 4 | 7  | 022:190 | +3    | 16     |
| 13. | Fluminense | 15  | 3  | 4 | 8  | 019:240 | −5    | 13     |
| 14. | Confiança  | 15  | 3  | 4 | 8  | 016:280 | −12   | 13     |
| 15. | América    | 15  | 3  | 3 | 9  | 016:290 | −13   | 12     |
| 16. | Botafogo   | 15  | 0  | 5 | 10 | 011:330 | −22   | 05     |

### Kreuztabelle
| Vorrunde   | ABC | América | Bahia | Botafogo | Ceará | Confiança | CRB | CSA | Fluminense | Fortaleza | Náutico | Santa Cruz | Sergipe | Sport | Treze | Vitória |
| ---------- | --- | ------- | ----- | -------- | ----- | --------- | --- | --- | ---------- | --------- | ------- | ---------- | ------- | ----- | ----- | ------- |
| ABC        | –   | 2:1     | 4:1   |          | 0:2   |           | 1:0 |     | 2:1        |           |         |            | 1:2     | 1:2   | 2:1   |         |
| América    |     | –       |       | 0:0      |       | 3:2       |     | 2:1 |            | 2:2       | 0:2     | 1:1        |         |       |       | 1:3     |
| Bahia      |     | 4:0     | –     |          | 2:0   |           | 2:1 |     | 1:0        |           |         |            | 2:1     | 1:1   | 2:0   | 4:1     |
| Botafogo   | 0:4 |         | 1:3   | –        |       | 2:2       |     | 1:2 |            | 1:1       | 1:3     | 1:1        |         |       |       |         |
| Ceará      |     | 3:2     |       | 2:1      | –     | 3:2       |     | 3:2 |            | 1:2       | 1:2     | 2:1        |         |       |       | 3:3     |
| Confiança  | 0:0 |         | 3:5   |          |       | –         | 1:0 |     | 0:1        | 0:2       |         | 1:0        | 1:1     |       | 2:1   |         |
| CRB        |     | 3:0     |       | 3:0      | 1:0   |           | –   |     |            |           | 0:1     |            | 1:0     | 0:1   |       | 2:1     |
| CSA        | 0:2 | 2:1     | 0:3   |          |       | 1:1       | 2:0 | –   | 3:2        | 0:1       |         | 1:0        |         |       | 1:1   |         |
| Fluminense |     | 1:2     |       | 1:1      | 2:2   |           | 4:0 |     | –          |           |         |            |         | 0:1   |       | 2:1     |
| Fortaleza  | 1:0 |         | 0:2   |          |       |           | 1:1 |     | 5:1        | –         |         |            | 2:1     | 1:1   |       |         |
| Náutico    | 3:2 |         | 1:1   |          |       | 5:1       |     | 3:0 | 3:2        | 1:1       | –       | 4:3        |         |       | 0:0   |         |
| Santa Cruz | 6:0 |         | 3:0   |          |       |           | 6:1 |     | 2:1        | 1:4       |         | –          | 1:0     | 1:0   | 1:0   |         |
| Sergipe    |     |         |       | 2:0      | 7:0   |           |     | 0:2 |            |           | 1:1     |            | –       | 2:3   |       | 0:0     |
| Sport      |     | 1:0     |       | 3:1      | 3:0   | 2:0       |     | 0:0 |            |           | 1:2     |            |         | –     |       | 1:1     |
| Treze      |     | 2:1     |       | 2:1      | 2:1   |           | 2:2 |     | 0:0        |           |         |            | 3:2     | 1:1   | –     | 1:0     |
| Vitória    | 2:0 |         |       | 4:0      |       | 2:0       |     | 3:2 |            | 1:2       | 0:1     | 1:0        |         |       |       | –       |

## Finalrunde

### Turnierplan
|  | Halbfinale | Halbfinale | Halbfinale |   |            | Finale | Finale | Finale |
|  |            |            |            |   |            |        |        |        |
|  | Pernambuco | Náutico    | 0          |   |            |        |        |        |
|  | Pernambuco | Sport      | 1          |   |            |        |        |        |
|  | Pernambuco | Sport      | 1          |   | Pernambuco | Sport  | 1      |        |
|  |            |            |            |   | Pernambuco | Sport  | 1      |        |
|  |            | Bahia      | Bahia      | 3 |            |        |        |        |
|  | Bahia      | Bahia      | Bahia      | 3 | Bahia      | 2      |        |        |
|  | Bahia      |            |            |   |            | 2      |        |        |
|  | Ceará      | Fortaleza  | 1          |   |            |        |        |        |

### Halbfinale
| Datum     |         | Ergebnis  |           | Stadion (Zuschauer) |
| --------- | ------- | --------- | --------- | ------------------- |
| 21. April | Náutico | 0:1 (0:0) | Sport     | Aflitos             |
| 21. April | Bahia   | 2:1 (0:0) | Fortaleza | Fonte Nova          |

### Finale
| EC Bahia                                          | EC Bahia | Sport Recife | Sport Recife |
| ------------------------------------------------- | --- | --- | ------------ |
| EC Bahia                                          | \| 28. April 2001 in Salvador (Bahia) (Fonte Nova) \| \| Ergebnis: 3:1 (2:0) \| \| Zuschauer: 65.924 \| \| Schiedsrichter: Antonio Pereira da Silva ( Goiás) \|                                             | \| 28. April 2001 in Salvador (Bahia) (Fonte Nova) \| \| Ergebnis: 3:1 (2:0) \| \| Zuschauer: 65.924 \| \| Schiedsrichter: Antonio Pereira da Silva ( Goiás) \|                      | Sport Recife |
| EC Bahia                                          | Emerson – Japinha, Jean Elias, Carlinhos, Jefferson – Preto Casagrande, Bebeto Campos, Alex Oliveira, Capixaba – Róbson , Nonato Reserve Mantena , Washington , Fábio Costa Cheftrainer: Evaristo de Macedo | Zetti – Rodrigo, Erlon, Flávio Tanajura, Rondinelli – Léomar Leiria, Sidney Moraes, Valdo, Eduardo Marques – Leandro, Gilson Batata Reserve Irani , Fabinho Cheftrainer: Levir Culpi | Sport Recife |
| EC Bahia                                          | 1:0 Preto Casagrande23 2:0 Nonato (42.) 3:1 Nonato (?.) | 2:1 Leomar (?.) | Sport Recife |
| EC Bahia                                          | Nonato, Jean Elias | Rodrigo | Sport Recife |
| 28. April 2001 in Salvador (Bahia) (Fonte Nova)   | | |              |
| Ergebnis: 3:1 (2:0)                               | | |              |
| Zuschauer: 65.924                                 | | |              |
| Schiedsrichter: Antonio Pereira da Silva ( Goiás) | | |              |

## Torschützenliste
| Pl. | Nat.        | Spieler          | Klub               | Tore |
| --- | ----------- | ---------------- | ------------------ | ---- |
| 1   | Brasilianer | Kuki             | Náutico Capibaribe | 10   |
| 2   | Brasilianer | Zezinho          | Ceará SC           | 9    |
| 3   | Brasilianer | Joãozinho        | Santa Cruz FC      | 8    |
|     | Brasilianer | Nonato           | EC Bahia           | 8    |
|     | Brasilianer | Bechara Oliveira | Fortaleza EC       | 8    |
| 6   | Brasilianer | Clodoaldo        | Fortaleza EC       | 7    |